# Chevillon (Yonne)
Chevillon korábbi község (település) Franciaországban, Saône-et-Loire megyében. 2016. január 1-jén további 13 korábbi községgel egyesült és azokkal együtt Charny Orée de Puisaye új község része lett.
Lakosainak száma 321 fő (2018. január 1.). Chevillon Villefranche, Prunoy, Sépeaux és La Ferté-Loupière községekkel határos.

## Népesség
A település népességének változása:
| Lakosok száma | 317  | 305  | 277  | 243  | 246  | 312  | 326  | 335  | 323  | 321  |
|               | 1962 | 1968 | 1975 | 1982 | 1990 | 2008 | 2013 | 2015 | 2017 | 2018 |